# Alexandrovca, Florești
Alexandrovca este un sat din cadrul comunei Trifănești din raionul Florești Republica Moldova.

## Etimologie
Numele satului reprezintă o formațiune toponimică din limbă rusă, originară din antroponimul Alexandr + sufixul -ovca, denumit în onoarea țarului rus Alexandru al III-lea. Mai târziu este ateste și forma Alexandeni.

## Istorie
Vatra satului Alexandrovca a fost populată de oameni din cele mai vechi timpuri. Aici au fost descoperite urmele a două stațiuni din epoca pietrei (40 – 6 mii de ani în urmă), două vetre de sate părăsite din mileniul IV î.Hr. și 5 vetre de așezări umane din sec. II-IV d.Hr. În apropierea localității se află 2 movile funerare lăsate de către nomazii asiatici care au trecut prin acest areal în epoca marilor migrații.
Satul Alexandrovca a fost înființat în anul 1895. A fost întemeiat de coloniștii veniți din ținutul Hotin, cărora boierul Pleșco, care stăpânea pământul din acea zonă, le-a oferit 500 ha cu un termen de răscumpărare de 40 ani.
În perioada interbelică localitatea Alexandreni făcea parte din plasa Florești, județul Soroca. Satul dispunea de o fabrică de ulei, cooperativă agricolă, moară de apă, școală primară mixtă, poștă, primărie. Vechea moară funcționează și în zilele noastre, fiind pusă în funcțiune pe baza energiei electrice.

## Geografie
Satul are o suprafață de circa1.18 kilometri pătrați, cu un perimetru de 4.46 km. Satul este situat pe malul sting al râului Căinari. Distanța directă până în or. Florești este de 20 km. Distanța directă până în or. Chișinău este de 123 km.

## Demografie
La recensământul din anul 2004, populația satului Alexandrovca constituia 453 de oameni, dintre care 47.02% - bărbați și 52.98% - femei.

### Structura etnică
Structura etnică a localității conform recensământului populației din 2004:
| Grup etnic                           | Populație | % Procentaj |
| ------------------------------------ | --------- | ----------- |
| Băștinași declarați Moldoveni/Români | 179       | 39.51%      |
| Ucraineni                            | 269       | 59.38%      |
| Ruși                                 | 5         | 1.1%        |
| Total                                | 453       | 100%        |